# Shanlin
El término shanlin significa literalmente "montaña y bosque" en chino y frecuentemente es usado para referirse a los bandidos existentes en Manchuria desde los tiempos de la dinastía Qing, ya que ellos conocían muy bien los boscosos y montañosos terrenos de la zona.
Muchos operaban en pequeños distritos y tomaban mucha precaución en mantener la buena voluntad de los campesinos locales, por lo que las tropas gubernamentales tenían serias dificultades cuando intentaban erradicarlos. Después de ser fundada la República Popular China frecuentemente se reclutaban como soldados para así terminar su carrera de bandidos.
Es un término usado después frecuentemente para los remanentes de los ejércitos voluntarios antijaponeses que resistieron a la invasión japonesa de Manchuria en la segunda guerra sino-japonesa. Algunos no huyeron después de la derrota de los ejércitos y lucharon en pequeñas unidades guerrilleras llamadas shanlin.